# Discover Middleeast

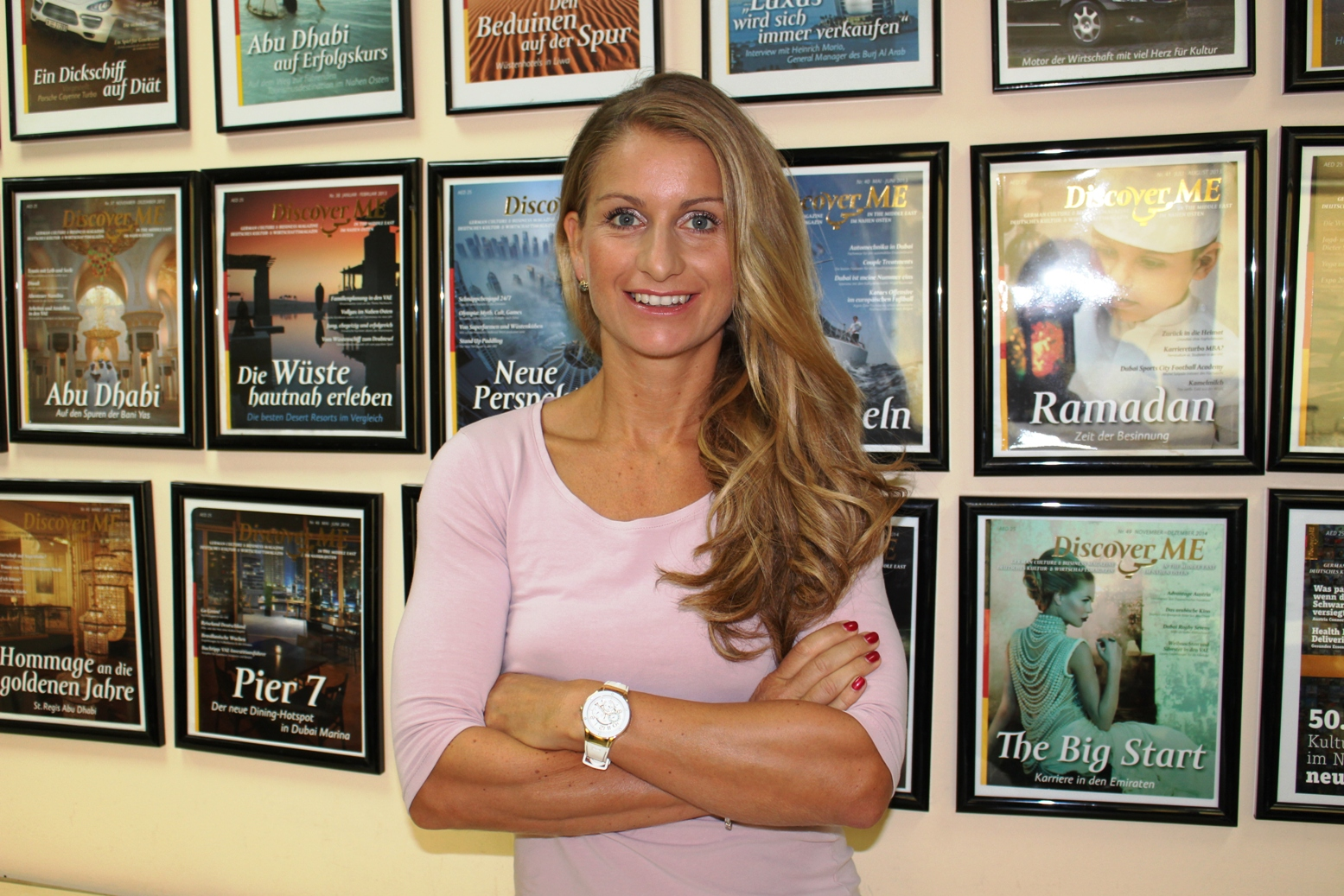
Chefredakteurin Anne-Susann Becker

Discover Middleeast („Discover ME“) ist das erste deutschsprachige Kultur- und Wirtschaftsmagazin im Nahen Osten. Es erscheint alle zwei Monate in einer Auflage von 14.500 Exemplaren in den Vereinigten Arabischen Emiraten und ist auch in Deutschland per Abonnement erhältlich.
Discover Middleeast wird von deutschen Journalisten vor Ort produziert und liefert Informationen, Trends und Hintergrundberichte über das Leben in einem arabischen Land. Das Magazin versteht sich als Botschafter zwischen den Kulturen und möchte durch objektive Berichterstattung aus deutscher Sicht den Facettenreichtum des Nahen Ostens wiedergeben. Die Zeitschrift umfasst die Ressorts Wirtschaft, Immobilien, Kultur, Sport und Lebensart.
Das Hauptbüro von Discover Middleeast befindet sich in Dubai, zudem ist man in der Hauptstadt der Vereinigten Arabischen Emirate, Abu Dhabi, präsent. Das Magazin arbeitet eng mit der Deutschen Botschaft Abu Dhabi und anderen deutschen Organisationen in den Vereinigten Arabischen Emiraten zusammen. Zudem kooperiert Discover Middleeast mit der Deutschen Lufthansa, die Exemplare der Zeitschrift in der Business und First Class ihrer Flüge in den Nahen Osten anbietet, mit airberlin, sowie mit dem Luxushotel Emirates Palace zusammen, das die Zeitschrift im Rahmen des Limousinen-Services verbreitet. Weitere Partner sind u. a. die Schweizer sowie die Österreichische Botschaft, die Deutsche Schule Abu Dhabi, der Deutsche Akademische Austauschdienst e.V. (DAAD) und das Goethe-Institut in Abu Dhabi.
Die erste Ausgabe des Magazins erschien im Dezember 2006. Der Heftpreis beträgt 25 Dirham, umgerechnet circa 5 Euro.